# Sewram Gobin
Sewram Gobin (né le 19 janvier 1983) est un footballeur mauricien, jouant actuellement à l'AS Rivière du Rempart.

## Biographie
Il commence sa carrière en 2003 à l'US Beau-Bassin/Rose Hill pendant deux saisons, puis part en 2005 au Savanne SC. 
En 2007, à la suite d'un essai, il est transféré au club indien de Mohun Bagan, devenant le premier joueur d'origine indienne en I-League. En 2009, il signe avec le Pune FC, en deuxième division indienne. 
Il revient ensuite à l'île Maurice dans le club de l'AS Rivière du Rempart.
Il possède trois sélections avec l'île Maurice, deux obtenues en 2006 et une en 2009.